# (1982) Cline
(1982) Cline (1975 VA) – planetoida z grupy pasa głównego asteroid okrążająca Słońce w ciągu 3,51 lat w średniej odległości 2,31 j.a. Odkryta 4 listopada 1975 roku.